# Столбоуха
Столбоуха (каз. Столбоуха) — упразднённое село в Зыряновском районе Восточно-Казахстанской области Казахстана. Ликвидировано в 1990-е годы.

## Географическое положение
Располагалось на реке Столбоуха (приток Хамира) в 16 км к северо-востоку от села Путинцево.

## Население
В 1989 году население села составляло 2 человека. Национальный состав: русские.